# Park na Jarze w Toruniu
Park rekreacyjny na Jarze w Toruniu – teren rekreacyjny znajdujący się w sąsiedztwie ulic Grasera, Hubego i Watzenrodego na Wrzosach, w północnej części Torunia. Jego powierzchnia wynosi ok. 25 ha. W parku znajdują się m.in. place zabaw, wybiegi dla psów, trasy rowerowe, ścieżki spacerowe.
Pomysł na stworzenie parku pojawił się po 2010 roku, kiedy to rozpoczęto budowę osiedla Jar. Prace nad projektem budowy parku rekreacyjnego rozpoczęły się w 2016 roku, budowę rozpoczęto w 2019 roku. Park oddano do użytku w 2020 roku.
Park na Jarze zdobył nagrodę w XVI Konkursie Towarzystwa Urbanistów Polskich na Najlepiej Zagospodarowaną Przestrzeń Publiczną 2022 roku w kategorii „Nowo wykreowana przestrzeń publiczna w zieleni”.
Teren parku został podzielony na dwie części. Pierwsza pełni funkcję wypoczynkową, druga rekreacyjno-sportową. W centrum parku mieści się staw, nazwany Stawem Kapitana. Wytyczono 2 km ścieżek rowerowych i 4 km chodników. Wzdłuż ścieżek mieszczą się place zabaw, siłownie zewnętrzne. Na obszarze parku mieści się również wybieg dla psów.